# Комментарии к пройденному
«Коммента́рии к про́йденному» — мемуары Бориса Стругацкого, посвящённые истории создания произведений братьев Стругацких. Исследователями определяется как третий крупный литературный текст, созданный Б. Н. Стругацким после 1991 года, и единственный, опубликованный под собственным именем (романы выпускались как произведения С. Витицкого). Создавался в 1997—1998 годах как обрамляющий комментарий к проектируемому 11-томному собранию сочинений Стругацких, в сокращённом виде публиковался в журнале «Если» (1998: № 11—12; 1999: № 1—2, 3, 4). В 2003 году «Комментарии» в редакции И. Стогова были опубликованы отдельным томом, в дальнейшем издавались как в книжном виде, так и в виде обрамления изданий текстов Стругацких в собраниях сочинений, в том числе переведённых на европейские языки. Большинство критиков и читателей признавали ценность комментариев как первоисточника и авторского взгляда на историю творческого пути Аркадия и Бориса Стругацких. Высказывалась также критика в адрес «игр с памятью», которые вёл Борис Стругацкий, негативно были восприняты попытки создания им писательского автомифа, отражающего взгляды лишь одной из составляющих авторского тандема.
Книга удостоена премий «Сигма-Ф» (2000) и «Мраморный фавн» в номинации «Эссе» (2002 год).

## Содержание
В материалах офлайн-интервью (реплики 6 марта 2001 и 29 июня 2003 годов) Борис Стругацкий категорически утверждал, что писал комментарий, который не может существовать отдельно от текстов братьев Стругацких. Очерки структурируются порядком 11-томного собрания сочинений издательства «Сталкер» (2000—2001), которое выстраивалось строго хронологически. «Комментарии», с одной стороны, дробны и легко членятся по отдельным томам и произведениям, с другой — целостны благодаря единой авторской позиции и стилю. В очерках в том числе использованы воспоминания Б. Н. Стругацкого о работе над сценарием фильма А. Тарковского «Сталкер» из первого дополнительного тома собрания сочинений Стругацких фирмы «Текст» (1991—1994) и заметка об истории псевдонима «С. Ярославцев» из третьего дополнительного тома этого же собрания сочинений.
В окончательной версии, размещённой на официальном сайте Стругацких и вошедшей в полное собрание сочинений (том 31), структура «Комментариев» такова:

1955—1959 гг.: «Страна багровых туч»; «Путь на Амальтею»; рассказы.
1960—1962 гг.: «Возвращение. Полдень, XXII век»; «Стажёры».
1961—1963 гг.: «Попытка к бегству»; «Далекая Радуга»; «Трудно быть богом»; «Понедельник начинается в субботу».
1964—1966 гг.: «Хищные вещи века»; «Улитка на склоне»; «Второе нашествие марсиан».
1967—1968 гг.: «Сказка о Тройке»; «Обитаемый остров».
1969—1973 гг.: «Отель „У погибшего альпиниста“»; «Малыш»; «Пикник на обочине»; «Парень из преисподней».
1973—1978 гг.: «За миллиард лет до конца света»; «Град обреченный»; «Повесть о дружбе и недружбе».
1979—1984 гг.: «Жук в муравейнике»; «Хромая судьба»; «Волны гасят ветер».
1985—1990 гг.: «Отягощённые злом»; «Жиды города Питера, или Невесёлые беседы при свечах»; киносценарии.
С. Ярославцев, или Краткая история одного псевдонима; С. Витицкий.
Неопубликованное; публицистика; наша биография; заключение.

Литературовед Ирина Каспэ выделяла в каждой из глав-очерков книги Бориса Стругацкого два сюжета: первый — история создания того или иного литературного текста; второй — история его публикации.

## История создания и публикации
Во время одной из последних совместных рабочих встреч братьев Стругацких в октябре 1990 года Борис Натанович набросал план предисловия к готовящемуся издательством «Текст» собранию сочинений. По мнению биографа Анта Скаландиса, этот план в известной степени напоминал будущие «Комментарии к пройденному»; возможно, что-то из «Комментариев…» было написано именно в это время. Однако общее предисловие представил тогда А. Мирер — и оно стало одной из первых попыток создания творческой биографии писателя братья Стругацкие. В переписке участников группы стругацковедов «Людены» с Б. Стругацким 1992 года он заявил, что единственным правильным принципом построения собрания сочинений является хронологический принцип. Тогда же писатель выразил желание восстановить тексты по их исходным рукописям. Во второй половине 1990-х годов велась систематическая работа по подготовке 11-томного собрания сочинений с жёсткой заранее продуманной структурой, для которого был написан «рассказ о работе АБС над своими произведениями, имеющий вид комментариев». У текста не было рукописной формы, он сразу же писался на компьютере и снабжён записью следующего содержания: «Комментарий начат в 1997 году (самая ранняя дата файла: 10.03.97). Черновик закончен 8.03.98».
Написание текста шло около года по материалам той части писательского архива, что хранилась дома у Б. Н. Стругацкого; архив А. Н. Стругацкого, в котором осталась часть переписки, рабочих заметок к произведениям и прочего, был на тот момент недоступен. Многое основывалось только на личных воспоминаниях, однако подробности серьёзных конфликтов, особенно последних лет жизни Аркадия Стругацкого, его брат не пожелал поведать публике. Рабочим названием было «Комментарии и примечания», подчёркивающее служебный характер текста; довольно быстро определилось существующее название, и никакое другое не использовалось. Окончательный вариант «Комментариев…» состоял из набора файлов, предназначенных каждый для определённого тома собрания сочинений. В исходных файлах указаны следующие даты: 8 марта 1998 года (тома 1—7), 9 марта (том 8), 10 марта (том 9), 2 мая (тома 10 и 11).
Интерес к мемуарам-комментарию выразили несколько периодических изданий, в том числе красноярский журнал «День и ночь». С декабря 1998 по апрель 1999 года публикация велась журналом фантастики «Если»; в этот вариант не включались воспоминания о повестях «Стажёры», «Далёкая Радуга», «Хищные вещи века», «Второе нашествие марсиан», «Малыш», «Парень из преисподней», «Повесть о дружбе и недружбе», значительной части рассказов. Сокращению подверглись и опубликованные очерки, однако общая подача материала и логика изложения не пострадала. В начале 1999 года избранные очерки (только о «Трудно быть богом», «Понедельник начинается в субботу», «Сказке о Тройке», «Улитке на склоне») вышли в Бостоне в литературном журнале «Контрапункт» (№ 1, 2), печатаемом на русском языке. Подготовка «чёрного» собрания сочинений издательства «Сталкер» велась с лета 1998 года; Б. Н. Стругацкий из субъективных соображений не хотел включать в него ряд произведений (особенно рассказ «Человек из Пасифиды») и не стал описывать их в мемуарах. Под давлением издательства и составителей рассказ всё-таки был включён, и «Комментарии» дополнились краткой главкой с резко отрицательным отношением к тексту. Несколько дополнений было сделано для одиннадцатого тома, в состав которого были включены неопубликованные и незавершённые тексты «Четвёртое царство», «Дни Кракена» и «Страшная большая планета».
Первым книжным изданием «Комментариев к пройденному», таким образом, оказался 11-томник издательства «Сталкер», выпущенный в 2000—2001 годах. Дополнительный, двенадцатый том, опубликованный в 2003 году, включал последний роман Б. Стругацкого (С. Витицкого) «Бессильные мира сего», комментировать который автор отказался в категорической форме. В этом же году издательство «Амфора», публиковавшее в начале 2000-х годов собрание избранных произведений Стругацких (четырёх- и трёхтомники «Четыре стихии» и «Три времени») и книги С. Витицкого в серии «Библиотека журнала „Полдень, XXI век“», выразило интерес к проекту. Издательство предложило выпустить цельное книжное издание «Комментариев…», однако качество текста не устраивало редакцию, подготовкой его занимался журналист и литератор И. Стогов. Результат вызвал неудовольствие у группы «Людены»: например, купюры в цитируемых архивных текстах (в том числе ненормативную лексику) Б. Н. Стругацкий последовательно отмечал ломаными скобками и многоточиями, отсутствовавшими в издании «Амфоры». Менялся порядок главок; из одиннадцати вопросов в очерке по «Жуку в муравейнике» было произвольно сформулировано четыре; были элиминированы упоминания многих рассказов, однако сохранена пародия Л. Камионко «Спонтанный поиск» на рассказ «Забытый эксперимент», выглядящая, по мнению С. Бондаренко и В. Казакова, «чужеродно». Книга завершалась так называемыми «8 вопросами Борису Стругацкому от Ильи Стогова», не стыкующимися с остальным текстом.
В январе 2004 года первоначальный текст «Комментариев…» с технической редактурой членов группы «Людены» был размещён на сервере «Русская фантастика» с разбивкой по 11-томнику. В дальнейшем комментарии Б. Стругацкого использовались во множестве переизданий собраний сочинений. При выпуске ненумерованных покетбуков в мягкой обложке также были использованы «сталкеровские» тексты и комментарии, сгруппированные по конкретным произведениям. В десятитомнике Стругацких, выпущенном в 2006—2007 годах в нескольких сериях издательства «Эксмо» (например, «Отцы-основатели: русское пространство»), полный текст «Комментариев к пройденному» вошёл в финальный том «Хромая судьба». В полном 33-томном собрании сочинений группы «Людены» текст подвергся некоторым техническим правкам; вместе с комментарием составителей он вошёл в 31-й том.

## Литературно-критическое восприятие
Ценность «Комментариев к пройденному» как свидетельства очевидца и важного первоисточника практически никем не оспаривалась. Писатель Ант Скаландис, автор объёмной биографии «Братья Стругацкие» (2008), прямо утверждал, что «Комментарии…» необходимо читать параллельно с его книгой или до неё. Биограф не сомневался в достоверности сообщённых сведений, утверждая, что «легенды» о создании почти полусотни произведений сделаны «легко, остроумно, не длинно, не коротко и, главное, без свидетельствования с чужих слов». Жанр получившегося текста определяется Скаландисом как «нечто среднее между литературоведческим очерком и автобиографической повестью». Это не отменяет неполноты источника. Например, Б. Стругацкий участвовал в переговорах с директором издательства «Молодая гвардия» из-за цензурных сложностей при издании повести «Хищные вещи века». Однако, описывая эту историю, Борис Натанович так и не получил сведений о некоторых глубинных мотивах происходившего. Подробности были преданы гласности редактором Б. Клюевой уже после публикации «Комментариев…».
Писатель и критик Виктор Топоров в 2000 году выпустил рецензию на журнальное издание «Комментариев…» (имея сведения и о американской публикации). Критик сразу определил жанровую природу «Комментариев…» как мемуаров, посвящённых «достаточно любопытной теме-феномену» — творчеству братьев Стругацких. Хотя братья-соавторы прекратили свою деятельность в 1991 году (после смерти А. Н. Стругацкого), их книги, хотя и не все, продолжают вызывать интерес читателей, критиков и кинорежиссёров. По мысли В. Топорова, в творческом дуэте интригует всё, начиная с технологии соавторства; при этом на вопрос о том, «как они пишут», Стругацкие так и не ответили, нет разгадки и в мемуарах Бориса Стругацкого. Очень важным умолчанием критик считал вопрос о претекстах — источниках заимствования фантастического допущения и сюжетной идеи, что было постоянной практикой братьев. Например, «Жук в муравейнике» слишком напоминает «1984» Оруэлла. Своеобразно интерпретирована и «антисоветскость» произведений Стругацких, так как одни и те же произведения братьев печатались официально и расходились в самиздате. В. Топоров, рассуждая о противоречиях подобного рода, утверждал, что Б. Стругацкий «не столько нескромен, сколько простодушен». Рецепт успеха Стругацких в СССР определялся как имеющий постмодернистские корни: один и тот же текст совершенно по-разному считывается, интерпретируется и воспринимается совершенно разной аудиторией. Согласно самому Б. Стругацкому, в повести «Трудно быть богом» тинэйджерам и неискушённым читателям нравился острый сюжет и мушкетёрские приключения, интеллигенции — диссидентские идеи и антитоталитарные выпады, чиновникам Отдела агитации и пропаганды — вера в торжество коммунизма и «во всесилие космического КГБ». Без ответа остался и третий вопрос: насколько актуален рецепт Стругацких «в наши дни — с провозглашённой свободой слова и рыночностью как единственным мерилом литературного успеха».
Обозреватель и критик Николай Александров в рецензии на книжное издание 2003 года заявил, что жанр книги предельно точно обозначен в заглавии — «комментарий». Это же объясняет, почему только такую книгу Борис Натанович мог подписать фамилией Стругацкий, которой пользовался только совместно с Аркадием Натановичем; для собственной прозы он использует псевдоним «Витицкий». Содержательно книга представляет собой «историю самосознания» Стругацких. При этом сообщаемую историю можно читать на самых разных уровнях: в идеологическом аспекте «Комментарии» повествуют об освобождении писателей от утопически-коммунистического мировоззрения, переходе к осознанию, что фактурно и занимательно только настоящее. Во многом освобождению способствовало и собственное литературное начальство, конец оттепели и правления Хрущёва. Книга Бориса Стругацкого в значительной степени посвящена цензурным претензиям и восьмилетним попыткам опубликовать «Пикник на обочине». Впрочем, Н. Александров находил в книге и «любопытные признания, касающиеся собственного творчества», в особенности того, как отказ от утопии и чистой «научной фантастики» привёл писателей к радикальному изменению в поэтике — возможности не объяснять и не растолковывать.
Историк Д. Володихин и писатель-фантаст Г. Прашкевич в биографии Стругацких, выпущенной в серии «Жизнь замечательных людей», поставили вопрос достоверности «этих литературных если не мемуаров, то записок». Несмотря на то, что «Комментарии к пройденному» основаны на переписке или деловых записях, рабочие дневники велись писателями нерегулярно, и даже со слов самого Бориса Стругацкого ясно, насколько эти сведения лапидарны, зачастую не поддаваясь расшифровке. Мемуары создавались через полстолетия после возникновения писательского тандема «братья Стругацкие», поэтому наименьшей является достоверность информации о начале творческого пути, и для произведений 1950—1960-х годов «Комментарии» наименее ценны как источник. Борис Натанович также говорил о неких «провалах в памяти».

…Изначально именно «концентрированная энергия» Стругацкого-старшего вывела братьев на первые ступени литературной иерархии. Следовательно, на пространстве приблизительно первых двух десятилетий работы двуединого писателя «братья Стругацкие» «Комментарии к пройденному» представляют собой рассказ, скажем так… меньшей части этого творческого объединения.
Исследователь А. В. Снигирев (Уральский федеральный университет) отмечал, что любые воспоминания — всегда «игры с памятью» и что заявления Бориса Стругацкого далеко не всегда согласуются с перепиской соавторов, дневниками или издательскими рецензиями, опубликованными стругацковедами XXI века. А. В. Снигирев заявлял, что в некоторых случаях, особенно касающихся начала творческого пути писателей, Борис Стругацкий сознательно запутывал ситуацию, в особенности по вопросу претекстов и заимствований. Например, история о пари, после которого началось написание «Страны багровых туч», вероятно, относится к ряду «легендированных», к чему имел склонность Аркадий Стругацкий, обладавший незаурядным мастерством рассказчика. Равным образом, однозначно негативное отношение Б. Стругацкого к деятельности редакторов и цензуры опровергается анализом вариантов текста, переписки и разных изданий. Критик рассматривал деятельность Б. Н. Стругацкого как создание автомифа, тесно связанного с агиографической литературой, жанром «литературного памятника». Составной частью мифа является категорическое отрицание интертекстуальных связей любого порядка, произведения рассматриваются исключительно как оригинальные, хотя на самом деле «Стругацкие достаточно спокойно относились к тому, что в своих произведениях используют другие тексты», широко применяли интертекстуальные отсылки и литературные игры. Например, в ранний период Стругацкие охотно упоминали имя Ивана Ефремова и даже пытались на рубеже 1950—1960-х годов выстроить единый метамир светлого Будущего, в котором использовались одни и те же элементы антуража, одна и та же терминология, главным образом на основе ефремовской. Когда видение путей советской фантастики разошлось, Борис Стругацкий стал говорить и писать об Иване Антоновиче в пренебрежительном тоне.
После публикации «Комментариев…» в составе 33-томного полного собрания сочинений Стругацких рецензию представил критик-фантастовед Василий Владимирский. Собрание как таковое признано ценным источником для понимания, «как работают тексты братьев и почему эти тексты стали именно такими, какими известны нам сегодняшним». «Комментарии к пройденному» Бориса Стругацкого могут рассматриваться как средство выстроить непротиворечивую картину авторской эволюции, «не закапываясь по уши в первоисточники». Это является главным недостатком мемуаров: «как от гуру, хочется получить окончательный ответ на главные вопросы о Жизни, Вселенной и Всём Остальном, — а его нет и не предвидится».
Ирина Каспэ отмечала, что убеждённость нескольких поколений читателей в зашифрованном характере творчества Стругацких привела к появлению огромного числа попыток «разгадать подлинный смысл слишком бегло упомянутых деталей, выяснить то, о чём повествование умалчивает», либо даже истолкования текстов как пророческих, когда за Стругацкими признаётся способность прогнозировать и предсказывать «наши сегодняшние проблемы». Серьёзных исследователей XXI века подобные способы прочтения произведений Стругацких интересуют мало. Выход в свет «Комментариев к пройденному» для части читателей, особенно ориентированных на институт советской цензуры, оказался даже травматическим, о чём свидетельствуют приведённые И. Каспэ высказывания из блогосферы. Ирина Каспэ указывала, что двойственная структура «Комментариев» (история создания — история публикации) позволяет судить об отсутствии адресата в творчестве Стругацких, свидетельствует, что для братьев «процесс литературного письма приобретает мотивацию и ценность уже постольку, поскольку он „увлекателен“, „интересен“ самим авторам, и, напротив, утрачивает всякий смысл, непременно прерывается ими, если „писать стало неинтересно“».

## Издания
- Стругацкий Б. Комментарии к пройденному // Если. — 1998. — № 11—12. — С. 296—315; 1999. — № 1—2. — С. 255—286; № 3. — С. 293—317; № 4. — С. 267—285.
- Стругацкий Борис. Комментарии к пройденному // Контрапункт (Бостон, США). — 1999. — № 1. — С. 77—97; № 2. — С. 44—72.
- Стругацкий А., Стругацкий Б. Комментарии к пройденному // Собрание сочинений: В 11 т. — Донецк: Сталкер, СПб.: Terra Fantastica, 2000—2001. — Т. 1—11. ISBN 966-596-445-3.
- Стругацкий Б. Комментарии к пройденному / Идея и сост. И. Стогова; Отв. ред. П. Крусанов; Худож. ред. Е. Саламашенко. — СПб.: Амфора, 2003. — 311 с. — (Б-ка журн. Бориса Стругацкого «Полдень, XXI век»). — 16 000 экз. — ISBN 5-94278-403-5.
- Стругацкий Б. Комментарии к пройденному // Хромая судьба. — М., СПб. : Эксмо, Terra fantastica, 2007. — С. 743—968. — 1056 с. — (Отцы-основатели. Русское пространство). — 5100 экз. — ISBN 5-7921-0718-8,.
- Стругацкий Б. Комментарии к пройденному / Сер. оформл. В. Воронина; Вед. ред. Ф. Бастиан; Худож. ред. Ю. Межова. — М.: АСТ, 2018. — 320 с. — (Книги братьев Стругацких). — 2 000 экз. — ISBN 978-5-17-107928-4.
  - Стругацкий Б. Комментарии к пройденному. — М.: АСТ, Neoclassic, 2022. — 320 с. — (Лучшие книги братьев Стругацких). — 2 000 экз. — ISBN 978-5-17-150239-3.
- Стругацкий А., Стругацкий Б. Комментарии к пройденному // Полное собрание сочинений в тридцати трёх томах / Составители: Светлана Бондаренко, Виктор Курильский. — Группа «Людены», 2020. — Т. 31: 1997—2000. — С. 3—131. — 598 с.